# Anton Salétros
Anton Janos Jönsson Salétros, född 12 april 1996 i Stockholm, Sverige, är en svensk fotbollsspelare som spelar för AIK i Allsvenskan och det svenska landslaget.

## Klubblagskarriär

### Tidig karriär
Salétros moderklubb är Enskede IK, där han började att spela i sexårsåldern. I november 2009 gick han från Enskede till AIK:s ungdomsakademi, endast dagar innan klubben vann SM-guld 2009. Väl i AIK:s ungdomsverksamhet kom han att växa fram till en av klubbens stora framtidsnamn och utsågs säsongen 2011 till ”årets talang”.
Salétros favoritlag som ung var Liverpool FC och hans stora idol var lagets kapten Steven Gerrard.

### AIK
Den 30 augusti 2013 skrev Salétros på ett treårskontrakt med AIK, hans första proffskontrakt. Han debuterade för klubben den 6 augusti 2013 i en träningsmatch mot Manchester United på Friends Arena som slutade 1–1, då han byttes mot Ibrahim Moro i den 73:e matchminuten. Hans debut i Allsvenskan kom den 31 augusti 2013 i en 3–0-hemmaseger över Gefle IF, när han i den 88:e matchminuten byttes in mot Ibrahim Moro ännu en gång.

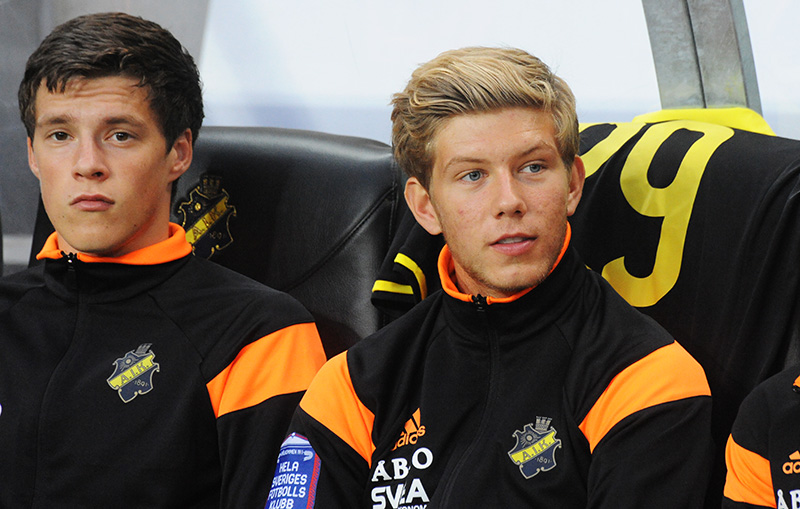
Salétros (höger) och Sauli Väisänen i AIK, 2014

Salétros gjorde sitt första mål för klubben den 19 augusti 2015 i en cupmatch mot Ekerö IK, där AIK vann med 6–0 på Träkvistavallen. Han gjorde lagets 4–0-mål i matchen framspelad av Niclas Eliasson i den 82:a matchminuten.
I juni 2016 förlängdes Salétros kontrakt fram över säsongen 2018.
I augusti 2017 lånades han ut till ungerska Újpest FC på ett låneavtal fram till 30 juni 2018. I januari 2018 kallades han tillbaka till AIK. Totalt spelade Salétros fem ligamatcher för Újpest FC.

### FK Rostov
I juni 2018 värvades Salétros av ryska Rostov, där han skrev på ett fyraårskontrakt. Salétros ligadebuterade den 5 augusti 2018 i en 1–0-vinst över CSKA Moskva.
Den 26 september 2018 gjorde han sitt första mål för klubben i en 4–0-vinst borta mot FC Syzran-2003 i den ryska cupen på Stadion Kristall i Syzran.

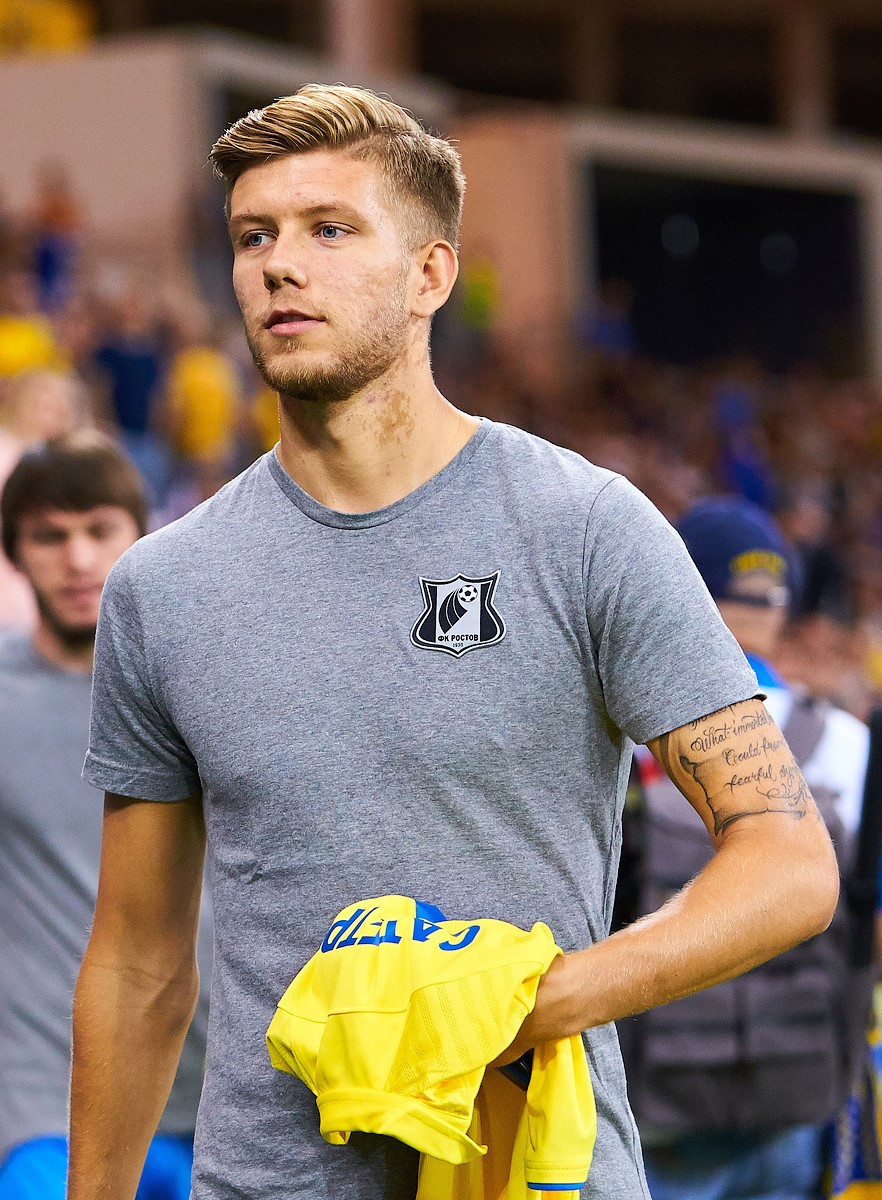
Salétros i FK Rostov, 2018

Den 6 februari 2019 lånades Salétros tillbaka till AIK på ett låneavtal fram till den 30 juni 2019. Låneavtalet förlängdes senare över resten av säsongen 2019.

### Sarpsborg 08
Den 14 februari 2020 lånades Salétros ut till norska Sarpsborg 08 på ett låneavtal fram till den 31 juli 2020. Debuten skedde den 16 juni 2020 i en 1–0-förlust över Vålerenga. Han gjorde sitt första mål i Eliteserien borta mot IK Start den 8 november 2020 på Sparebanken Sør Arena då laget förlorade med 3–2.
Den 5 oktober 2020 värvades Salétros permanent av Sarpsborg 08, där han skrev på ett 2,5-årskontrakt.

### SM Caen
I januari 2023 värvades han av franska Caen i Ligue 2, där han skrev på ett avtal till sommaren 2025. Debuten i Ligue 2 skedde den 28 januari 2023 då SM Caen mötte Laval (0–0) på Stade Michel d’Ornano. Salétros gjorde sitt första och enda mål för klubben den 3 februari 2023  i en 3–1-vinst över SC Bastia. I samma match noterade han även en assist till tvåmålsskytten Alexandre Mendy.
Salétros spelade sammanlagt 15 matcher, varav 13 från start, och svarade för ett mål och en assist i sin enda säsong i Frankrike.

### AIK

#### Säsongen 2023: AIK:s räddare
Den 8 juli 2023 värvades Salétros tillbaka till AIK där han valde att skriva på ett kontrakt fram till och med 31 december 2026. AIK befann sig vid det här läget i en obekväm situation i Allsvenskan då man efter 14 spelade omgångar endast hade lyckats att samla in tio poäng i seriespelet, vilket innebar att laget låg placerade på 14:e plats. 
Han gjorde sin återkomst för klubben den 17 juli 2023 i en 2–1-vinst över Varbergs BoIS. Salétros låg bakom lagets bägge mål i matchen med en frispark som letade sig fram till  Sotirios Papagiannopoulos och sedan med en hörnvariant till Mads Thychosen. Salétros intåg i AIK gav resultat direkt. Mellan omgång 15 och 19  spelade han från start i samtliga matcher och bidrog även i poängprotokollet när han spelade fram till sammanlagt tre mål. Utöver sin egen poängproduktion så skulle hans intåg även betyda ett lyft för hela klubben, då laget under dessa fem omgångar tog ett poäng färre (9 poäng) än de hade gjort under de inledande 14 omgångarna (10 poäng).

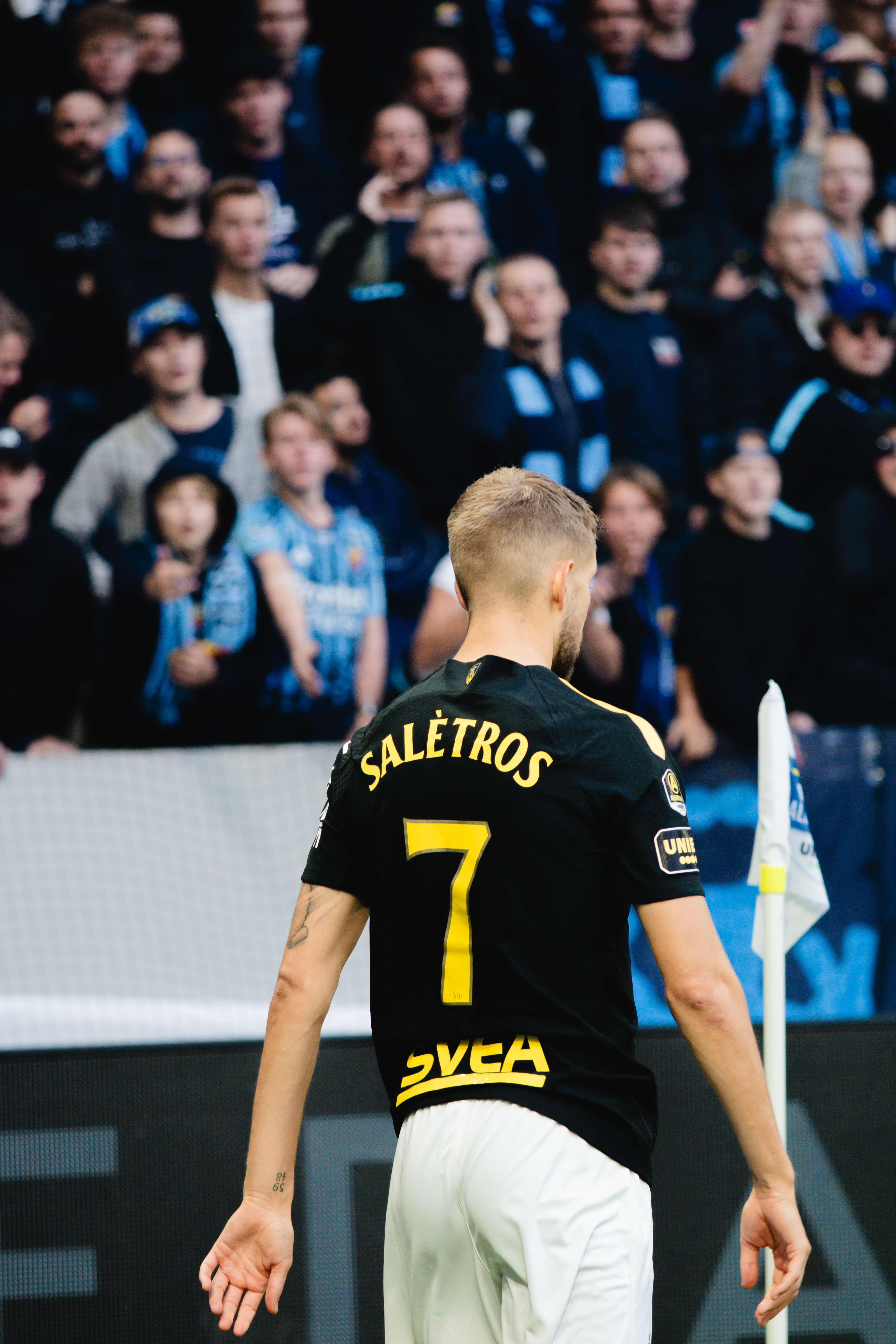
Salétros i AIK under ett derby mot Djurgårdens IF, 2023

Efter en uppryckning under Allsvenskans andra del så kunde AIK i årets sista match säkra det allsvenska-kontraktet 2024 när laget besegrade IFK Värnamo med 3–1 den 12 november 2023. Salétros gjorde totalt 16 ligamatcher varav ett mål och fem assister under säsongen och var den bidragande faktorn till att AIK inte åkte ur Allsvenskan denna säsong.

#### Säsongen 2024: Nyckelroll och flyttrykten
Salétros och AIK inledde ligasäsongen 2024 med att gå obesegrade de fem första omgångarna. Efter denna svit skulle spelet och poängproduktionen att gå neråt. Detta ledde sedan till att huvudtränaren Henning Berg lämnade klubben och in kom Mikkjal Thomassen.
I de återstående 14 omgångarna av Allsvenskan 2024 med Thomassen som tränare radade laget upp segrar och man avslutade säsongen med elva vinster, ett oavgjort resultat och två förluster. Förutom Salétros enorma arbete på planen så bidrog han även med två mål och en målgivande passning i sluttampen av seriespelet. I den sista omgången av Allsvenskan 2024 säkrade AIK tredje platsen i tabellen efter vinst mot Halmstads BK (5–1) vilket innebar att laget lyckades ta den sista Europaplatsen till efterföljande säsong.
Salétros noterade i Allsvenskan för 27 framträdanden varav tre mål och två assister. Han blev även under säsongen 2024 ett återkommande namn i Jon Dahl Tomassons svenska landslag. Detta gjorde att flera flyttrykten började att strömma i media, enligt vissa källor skall flera tyska-klubbar såsom Hannover 96 och St Pauli velat värvat Salétros. Även andra klubbar från Spanien och MLS ska också visat intresse för hans signatur.

#### Säsongen 2025: Lagkapten och nytt kontrakt
Trots alla flyttrykten inför säsongen 2025 förlängde Salétros sitt kontrakt med klubben den 19 februari 2025 över säsongen 2028. I början av mars 2025 utnämndes han även till AIK:s lagkapten.
Salétros inledde ligasäsongen med att spela varenda matchminut från start då AIK gick obesegerade de 12 inledande omgångarna med sju vinster och fyra kryss. Denna regelbunda speltiden kom att brytas när han i den 12 omgången fick rött kort borta mot Brommapojkarna, vilket innebar att han var avstängd kommande omgång.
Den 4 maj 2025 räddade Salétros laget från förlust mot ärkerivalen Djurgårdens IF då han i den 83:e matchminuten sköt in slutreslutatet 1–1 på 3Arena. Han följde upp detta med att bli segermålskytt omgången efter när AIK slog Mjällby AIF med 2–1 på Strawberry Arena.

## Landslagskarriär

### Ungdomslandslagen
Salétros gjorde sin landslagsdebut för Sveriges P15-landslag den 25 augusti 2011 i en 1–1-match mot Finland. Han var med i truppen vid U17-VM 2013 där Sverige tog brons. Salétros spelade sammanlagt 28 matcher samt gjorde tre mål för U17-landslaget. Han har även spelat 14 matcher för Sveriges U19-landslag. Salétros debuterade för U21-landslaget den 16 juni 2015 i en 4–1-seger över Albanien, där han ersatte Kerim Mrabti i den 63:e minuten.

### A-landslaget
Den 12 januari 2020 debuterade Salétros för Sveriges A-landslag i en 1–0-vinst över Kosovo under en januariturné. Det dröjde sedan fyra år innan han gjorde sitt nästa framträdande för landslaget, då i en 2–1-vinst mot Estland den 12 januari 2024 på Cypern.
Den 13 mars 2024 blev Salétros uttagen i den nye förbundskapten Jon Dahl Tomassons första landslagstrupp. Den 25 mars 2024 gjorde han ett inhopp i den 63:e matchminuten för Ludwig Augustinsson i en 1–0-vinst över Albanien på Friends Arena. Salétros fick sedan starta i vänskapsmatchen mot Danmark den 5 juni samma år och fick därmed Jon Dahl Tomassons fortsatte förtroende som lät honom starta även flera matcher i Nations League.
Salétros gjorde den 10 juni 2025 sitt första landslagsmål när han från frispark gjorde det matchvinnande målet i en träningsmatch mot Algeriet som Sverige vann med 4–3 på Strawberry Arena.

## Spelstil
Anton Salétros är en central mittfältare som är känd för sin bollsäkerhet, spelförståelse och kämpande arbetsmoral. Han är ofta den som styr spelet från mittfältet, med en förmåga att slå precisa passningar både kort och långt.
Salétros kan användas både som en sittande mittfältare ("sexa") eller i en mer offensiv roll ("åtta"), beroende på vad laget behöver.

## Statistik

### Klubblagsstatistik
| Klubb              | Säsong         | Liga                 | Liga    | Liga | Cup     | Cup | Europa  | Europa | Totalt  | Totalt |
| Klubb              | Säsong         | Division             | Matcher | Mål  | Matcher | Mål | Matcher | Mål    | Matcher | Mål    |
| ------------------ | -------------- | -------------------- | ------- | ---- | ------- | --- | ------- | ------ | ------- | ------ |
| AIK                | 2013           | Allsvenskan          | 1       | 0    | —       | —   | —       | —      | 1       | 0      |
| AIK                | 2014           | Allsvenskan          | 15      | 0    | 1       | 0   | 4       | 0      | 20      | 0      |
| AIK                | 2015           | Allsvenskan          | 20      | 0    | 2       | 1   | 4       | 0      | 26      | 1      |
| AIK                | 2016           | Allsvenskan          | 19      | 1    | 4       | 0   | 5       | 0      | 28      | 1      |
| AIK                | 2017           | Allsvenskan          | 10      | 0    | 0       | 0   | 5       | 0      | 15      | 0      |
| AIK                | Totalt         | Totalt               | 65      | 1    | 7       | 1   | 18      | 0      | 90      | 2      |
| Újpest (lån)       | 2017/18        | Nemzeti Bajnokság I  | 5       | 0    | 0       | 0   | —       | —      | 5       | 0      |
| AIK                | 2018           | Allsvenskan          | 12      | 3    | 2       | 0   | 0       | 0      | 14      | 3      |
| Rostov             | 2018/19        | Ryska Premier League | 6       | 0    | 3       | 1   | —       | —      | 9       | 1      |
| AIK (lån)          | 2019           | Allsvenskan          | 26      | 2    | 1       | 0   | 8       | 0      | 35      | 2      |
| Sarpsborg 08 (lån) | 2020           | Eliteserien          | 10      | 0    | 0       | 0   | —       | —      | 10      | 0      |
| Sarpsborg 08       | 2020           | Eliteserien          | 9       | 1    | 0       | 0   | —       | —      | 9       | 1      |
| Sarpsborg 08       | 2021           | Eliteserien          | 26      | 3    | 2       | 2   | —       | —      | 28      | 5      |
| Sarpsborg 08       | 2022           | Eliteserien          | 28      | 5    | 2       | 0   | —       | —      | 30      | 5      |
| Sarpsborg 08       | Totalt         | Totalt               | 73      | 9    | 4       | 2   | 0       | 0      | 77      | 11     |
| Caen               | 2022/23        | Ligue 2              | 15      | 1    | 0       | 0   | —       | —      | 15      | 1      |
| AIK                | 2023           | Allsvenskan          | 16      | 1    | 6       | 1   | 0       | 0      | 22      | 2      |
| AIK                | 2024           | Allsvenskan          | 27      | 3    | 1       | 1   | 0       | 0      | 28      | 4      |
| AIK                | Totalt         | Totalt               | 43      | 4    | 7       | 2   | 0       | 0      | 50      | 6      |
| Karriär totalt     | Karriär totalt | Karriär totalt       | 245     | 20   | 24      | 6   | 26      | 0      | 295     | 26     |

### Internationellt
| Landslag | År     | Matcher | Mål |
| -------- | ------ | ------- | --- |
| Sverige  | 2020   | 1       | 0   |
| Sverige  | 2021   | 0       | 0   |
| Sverige  | 2022   | 0       | 0   |
| Sverige  | 2023   | 0       | 0   |
| Sverige  | 2024   | 10      | 0   |
| Sverige  | 2025   | 4       | 1   |
| Totalt   | Totalt | 15      | 1   |

| Nr. | Datum        | Arena                            | Motstånd | Mål | Resultat | Tävling       | Ref.  |
| --- | ------------ | -------------------------------- | -------- | --- | -------- | ------------- | ----- |
| 1   | 10 juni 2025 | Strawberry Arena, Solna, Sverige | Algeriet | 4–0 | 4–3      | Vänskapsmatch | [ 2 ] |